# Віборг (Данія)
Ві́борг (дан. Viborg) — місто в Данії, столиця регіону Центральна Ютландія, центр комуни Віборг.

## Історія
Віборг — одне з найстаріших міст Данії. У 1130 році тут було закладено собор, крипта якого XII століття збереглася до наших днів. Деякий час у Віборгу проводились коронації королів Данії.
Цікавий також історичний центр, що складається з численних будівель у стилі бароко навколо собору. Віборг — центр лютерансько-євангельського єпископства.

## Географія
Місто розташоване на півночі Центральної Ютландії. Адміністративний центр області Центральна Ютландія, у минулому — головне місто Ютландії. Площа міста становить (без території комуни) — 312,34 м². Чисельність міського населення комуни — 91 405 осіб (на 2007 рік), 94 486 осіб (на 2014 рік).

## Зовнішні зв'язки
Віборг має 7 міст-побратимів:
- Люнебург, Німеччина
- Лунд, Швеція
- Далвік, Ісландія
- Гамар, Норвегія
- Порвоо, Фінляндія
- Кечкемет, Угорщина
- Маріямполе, Литва

## Персоналії
- Беньямін Крістенсен (1879-1959) — данський кінорежисер, сценарист, кінопродюсер та актор.

## Галерея

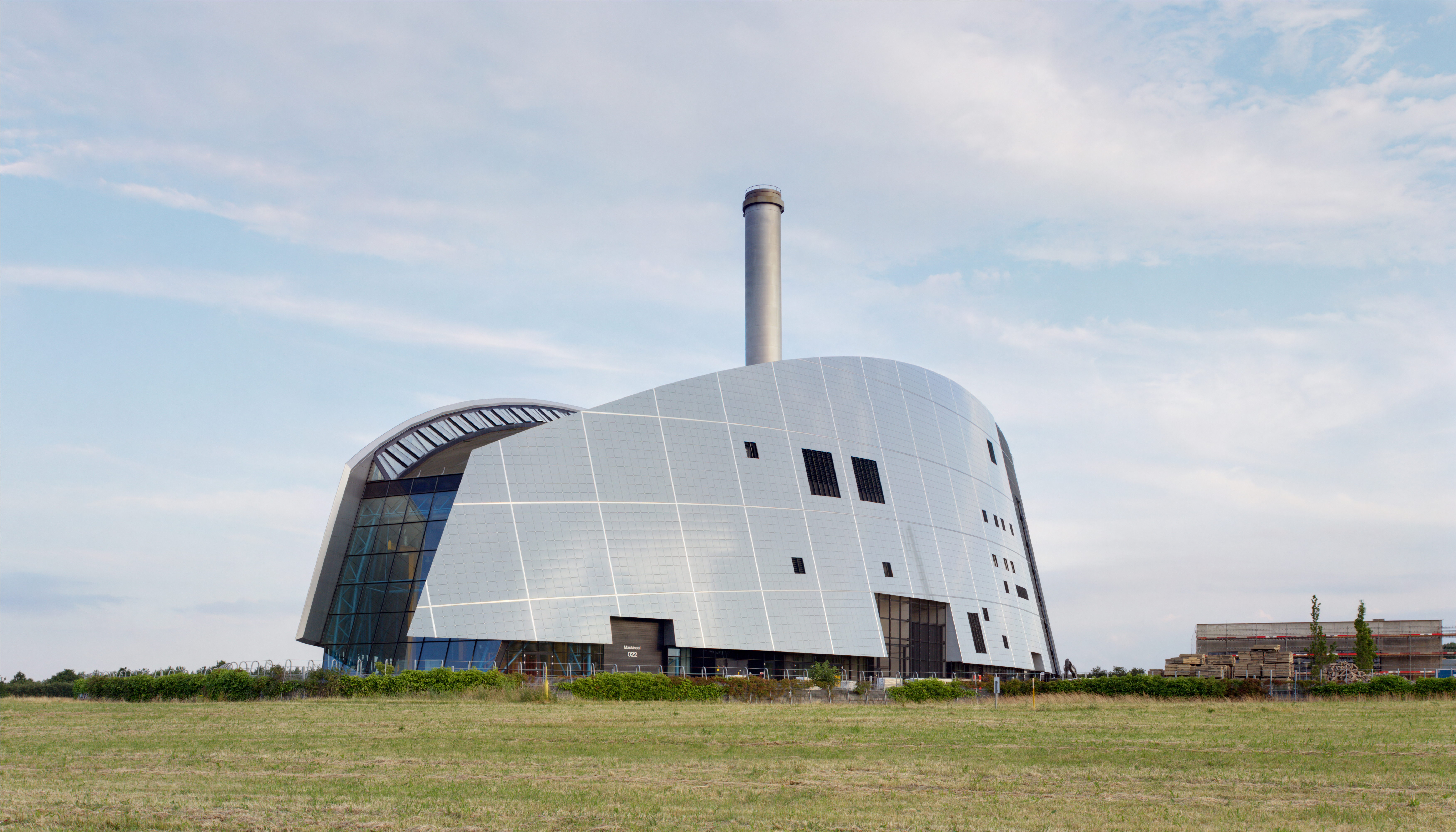
Електростанція
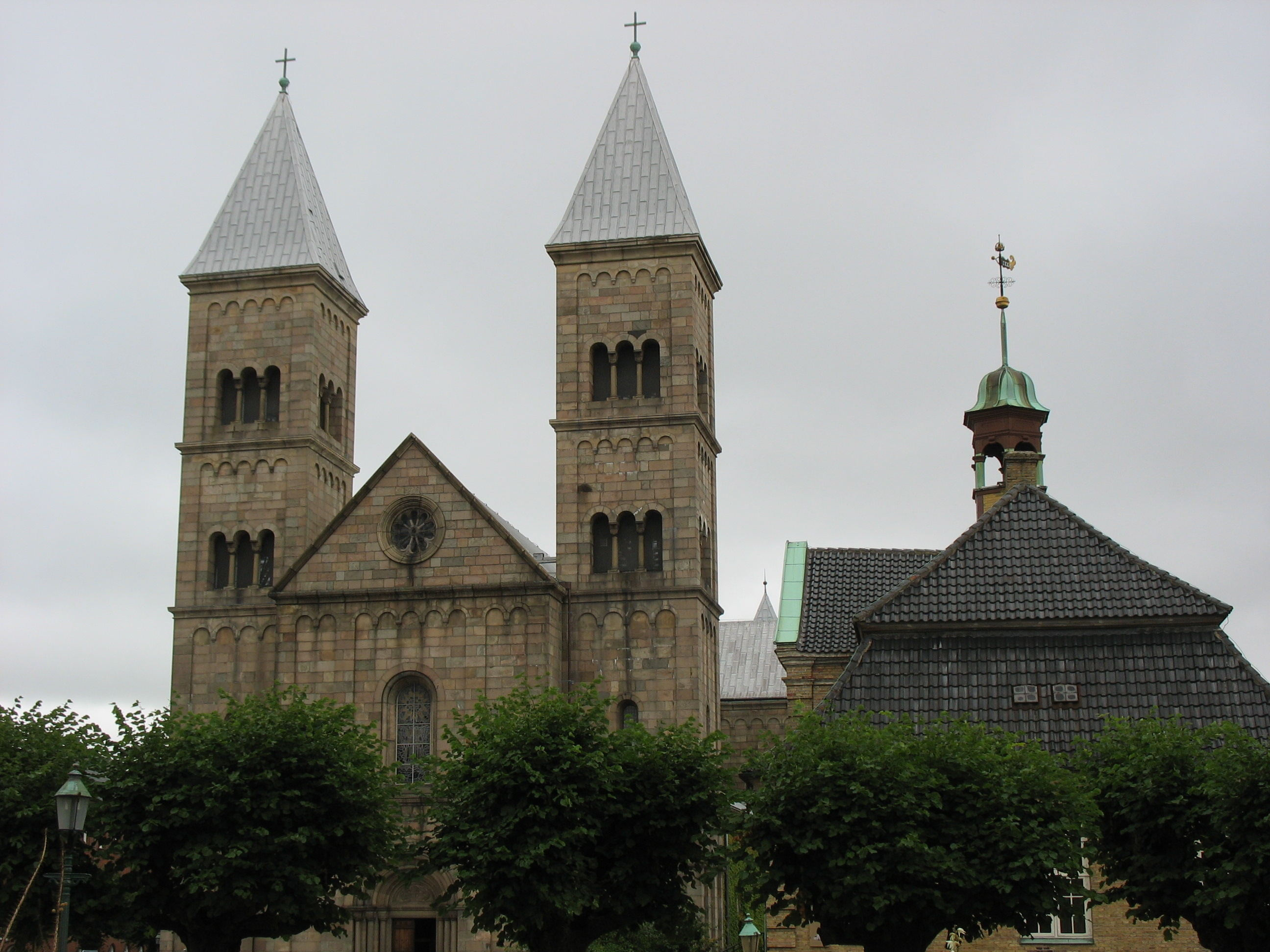
Церква
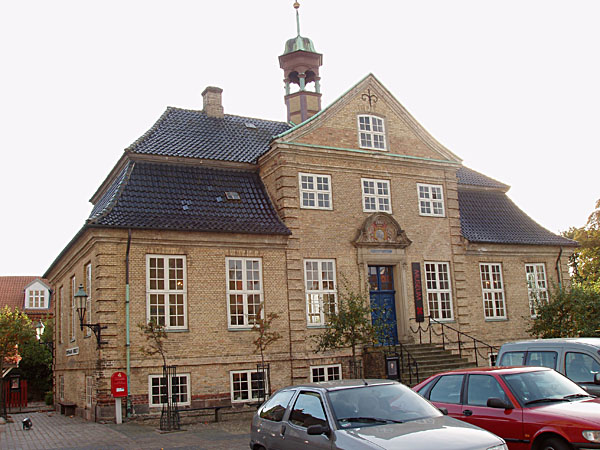
Ратуша